# Спрингфилд (Кентаки)
Спрингфилд (енгл. Springfield) град је у америчкој савезној држави Кентаки.

## Демографија
По попису из 2010. године број становника је 2.519, што је 115 (-4,4%) становника мање него 2000. године.
| Група             | 2000.         | 2010.         |
| Белци             | 1.955 (74,2%) | 1.715 (68,1%) |
| Афроамериканци    | 590 (22,4%)   | 502 (19,9%)   |
| Азијати           | 14 (0,5%)     | 5 (0,2%)      |
| Хиспаноамериканци | 33 (1,3%)     | 237 (9,4%)    |
| Укупно            | 2.634         | 2.519         |